# Konyszko (Gevgelija)
Konyszko (macedónul: Конско) település Észak-Macedóniában, a Délkeleti körzet Gevgelijai járásában.

## Népesség
| Lakosok száma | 111  | 72   | 19   | 2    | 1    |      | 4    | 11   |
|               | 1948 | 1953 | 1961 | 1981 | 1991 | 1994 | 2002 | 2021 |

2002-ben 4 lakosa volt, akik mindannyian macedónok. Korábban vlachok lakták.